# Willem den Broeder

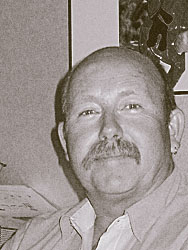
Willem den Broeder (2005)

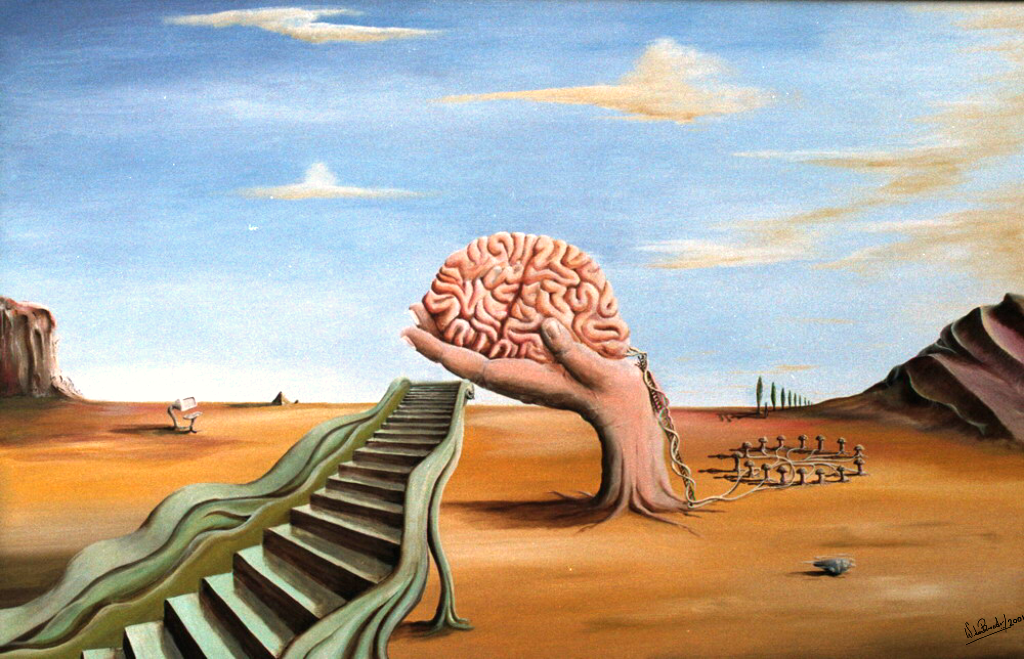
BrainChain (2001)

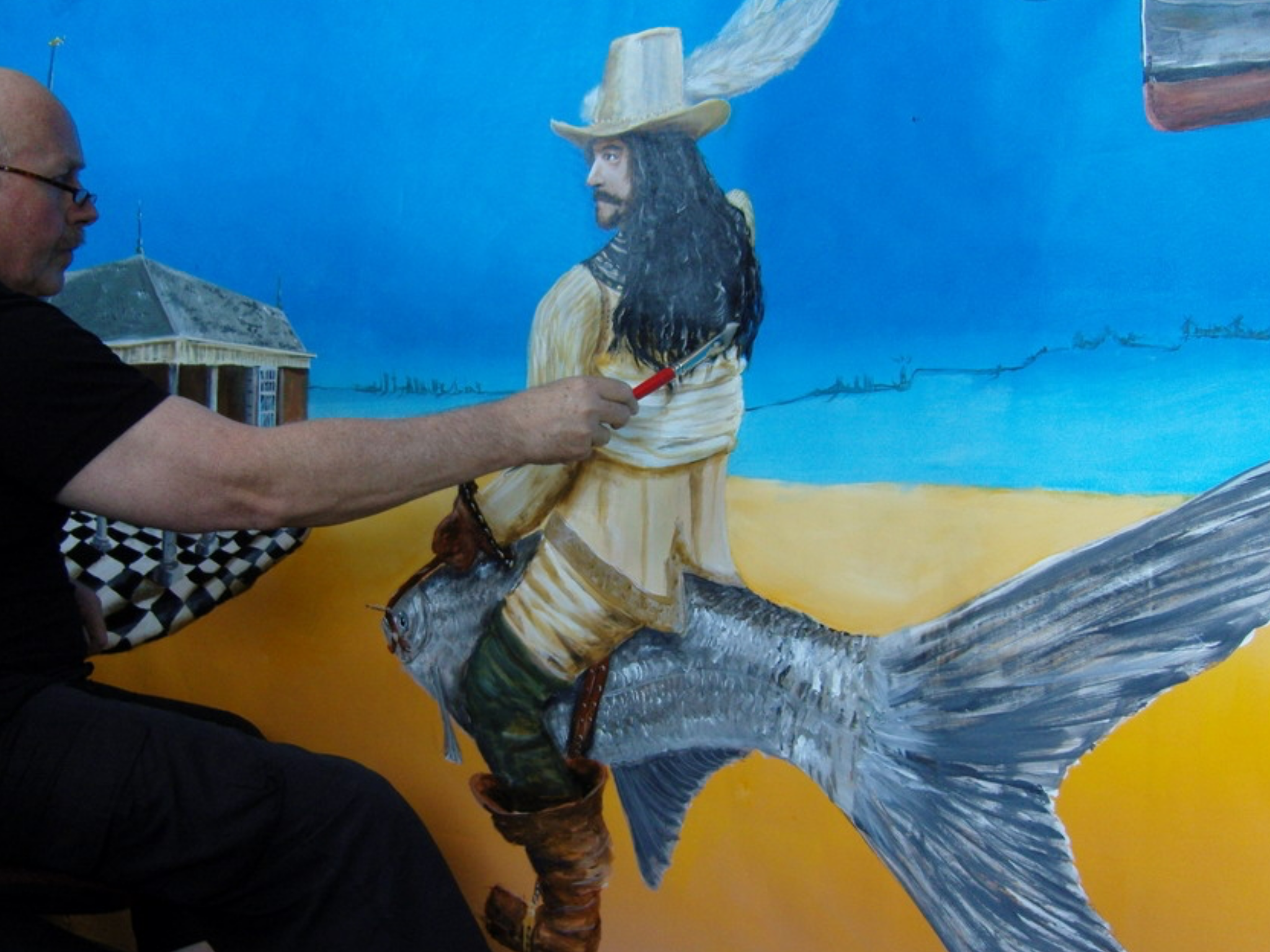
Den Broeder schildert Willem van Ruytenburgh (2009)

Willem den Broeder (Schiedam, 1951) is een Nederlands surrealistisch kunstenaar.

## Werk
Den Broeder is autodidact. Hij werkt als surrealist sinds 1995 en exposeert nationaal en internationaal sinds 1997. Hij maakt schilderijen (acryl, olieverf, aquarel), tekeningen (houtskool, conté, potlood), automatisch schrijfwerk, etsen, houtsnijwerk, objecten, digitale techniek, 'semi ready-mades' en korte surrealistische films. Soms voorziet hij zijn werken van poëzie.

## Exposities (selectie)
- 2024 ‘Brumes Blondes in de Surrealistische eeuw’ 100 jaar Surrealisme, schilders, schrijvers en dichters, mei-juni te Amsterdam.
- 2024 ‘‘20 jaar Kunst op de Fles ‘‘ ,groep tentoonstelling door makers etiketten laatste 20 jaar georganiseerd door Jenevermuseum (Schiedam)
- 2020 Kunst op de Fles , Willem den Broeder is de ontwerper Etiket Vriendenfles 2020, Jenevermuseum, Schiedam
- 2020 Troostkunst uit Schiedam (Schiedamse Kunstenaars), Stedelijk Museum Schiedam, Schiedam
- 2015 Surrealisten Collectief (SurCol), Gemeentehuis, Ridderkerk
- 2015 Kunstroute Geuzenmaand, Geuzenpenning, Vlaardingen
- 2010 Surrealistische tentoonstelling met vijf surrealisten, Sicilië, Italië
- 2010 SurCol, Mill
- 2009 Internationale Surrealistische Tentoonstelling, Santiago, Chili
- 2008 Galerie Vaartland, Vlaardingen
- 2008 Actueel Surrealisme, Coimbra, Portugal
- 2007 Cadavre exquis, Angoulême, Frankrijk
- 2007 Cesariny em Estramoz, Museu Municipal Prof. Joaquim Vermelho, Estremoz, Portugal
- 2006 Surrealist Show, Spencer, Iowa, Verenigde Staten
- 2006 150ste geboortedag Sigmund Freud, Berlijn, Duitsland
- 2004 Internationale groepsexpositie festivalcity hidunnep Boedapest Hongarije
- 2004 Internationale groepsexpositie “32 bit connection” Museum Quarter Wenen Oostenrijk
- 2004 Fantasieën Zien 8, Otis Amersfoort
- 2003 Groepsexpositie internationale surrealisten Gallery Sea Lion Studio, Bowling Green, Ohio Verenigde Staten
- 2002 Fantasieën Zien 7, Bibliotheek Stadserf Schiedam
- 2002 Groepsexpositie FacingFaces, Museo de Arte del Historica Cd Juarez, Mexico
- 2001 Galerie Groene Tuin, Zevenhuizen
- 2000 Fantasieën Zien 6, Unilever, Vlaardingen
- 2000 Fantasieën Zien 5, Hoofdgebouw Technische Universiteit, Delft
- 1999 Fantasieën Zien 4, NS kantoor Betuwelijn, Sliedrecht
- 1999 Fantasieën Zien 3, Zuiderziekenhuis, Rotterdam
- 1998 Fantasieën Zien 2, Daniel den Hoedkliniek, Rotterdam
- 1998 Fantasieën Zien 1, Oogziekenhuis, Rotterdam
- 1997 Groepsexpositie ‘’Knikkers door Noordeloos’’ Noordeloos

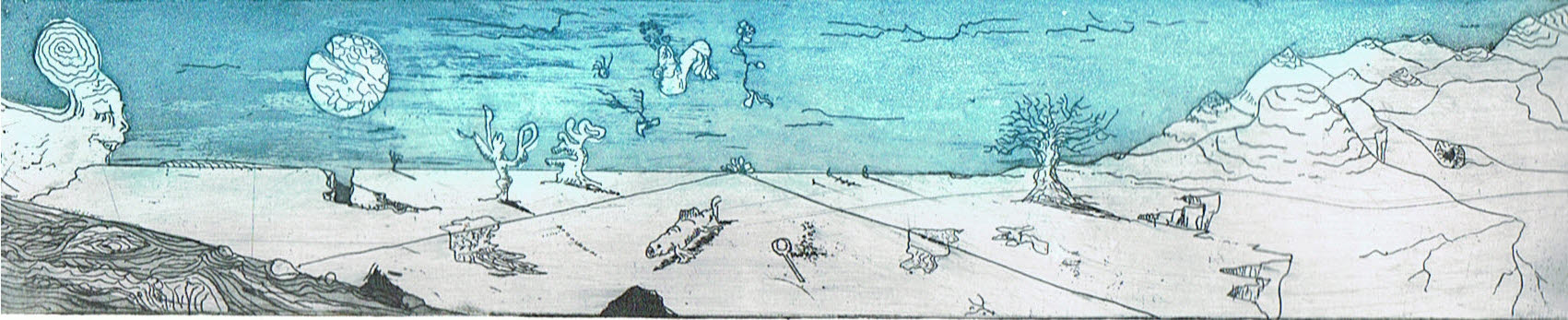
Landschaps-ets van Willem den Broeder